# Chen Gang (Badminton)
Chen Gang (chinesisch 陈刚; * 27. Juni 1976) ist ein ehemaliger chinesischer Badmintonspieler.

## Karriere
Chen Gang gewann 1994 die Junioren-Weltmeisterschaft und im selben Jahr schon die Russia Open. 1998 wurde er Asienmeister im Einzel und gewann Bronze im Mixed mit Tang Hetian. Im selben Jahr siegte er auch bei den Hong Kong Open, ein Jahr später bei den Thailand Open.

## Sportliche Erfolge
| Saison | Veranstaltung                | Disziplin    | Platz | Name                     |
| ------ | ---------------------------- | ------------ | ----- | ------------------------ |
| 1994   | Junioren-Weltmeisterschaft   | Herreneinzel | 1     | Chen Gang                |
| 1994   | Russian Open                 | Herreneinzel | 1     | Chen Gang                |
| 1997   | Thailand Open                | Herreneinzel | 2     | Chen Gang                |
| 1997   | Vietnam Open                 | Herreneinzel | 1     | Chen Gang                |
| 1998   | Japan Open                   | Mixed        | 3     | Chen Gang / Tang Yongshu |
| 1998   | Badminton-Asienmeisterschaft | Herreneinzel | 1     | Chen Gang                |
| 1998   | Badminton-Asienmeisterschaft | Mixed        | 3     | Chen Gang / Tang Hetian  |
| 1998   | Swedish Open                 | Mixed        | 2     | Chen Gang / Tang Yongshu |
| 1998   | Swedish Open                 | Herreneinzel | 2     | Chen Gang                |
| 1999   | Thailand Open                | Herreneinzel | 1     | Chen Gang                |
| 1999   | French Open                  | Herreneinzel | 1     | Chen Gang                |
| 1999   | French Open                  | Mixed        | 1     | Chen Gang / Qin Yiyuan   |
| 2002   | Bitburger Open               | Herreneinzel | 1     | Chen Gang                |